# Bahnhof Berlin Savignyplatz
Bahnhof Berlin Savignyplatz S-Bahn állomás Németország fővárosában, Berlinben a Charlottenburg-Wilmersdorf kerületben a Berliner Stadtbahn vonalán.

## Vasútvonalak
Az állomást az alábbi vasútvonalak érintik:
- Berlini Stadtbahn

## Forgalom
| Járat | Útvonal | Gyakoriság csúcsidőben |
| ----- | --- | ---------------------- |
|       | Spandau – Stresow – Pichelsberg – Olympiastadion – Heerstraße – Messe Süd – Westkreuz – Charlottenburg – Savignyplatz – Zoologischer Garten – Tiergarten – Bellevue – Hauptbahnhof – Friedrichstraße – Hackescher Markt – Alexanderplatz – Jannowitzbrücke – Ostbahnhof – Warschauer Straße – Ostkreuz – Rummelsburg – Betriebsbahnhof Rummelsburg – Karlshorst – Wuhlheide – Köpenick – Hirschgarten – Friedrichshagen – Rahnsdorf – Wilhelmshagen – Erkner          | 20 percenként          |
|       | Westkreuz – Charlottenburg – Savignyplatz – Zoologischer Garten – Tiergarten – Bellevue – Hauptbahnhof – Friedrichstraße – Hackescher Markt – Alexanderplatz – Jannowitzbrücke – Ostbahnhof – Warschauer Straße – Ostkreuz – Nöldnerplatz – Lichtenberg – Friedrichsfelde Ost – Biesdorf – Wuhletal – Kaulsdorf – Mahlsdorf – Birkenstein – Hoppegarten – Neuenhagen – Fredersdorf – Petershagen Nord – Strausberg – Hegermühle – Strausberg Stadt – Strausberg Nord  | 10 percenként          |
|       | Potsdam Hauptbahnhof – Babelsberg – Griebnitzsee – Wannsee – Nikolassee – Grunewald – Westkreuz – Charlottenburg – Savignyplatz – Zoologischer Garten – Tiergarten – Bellevue – Hauptbahnhof – Friedrichstraße – Hackescher Markt – Alexanderplatz – Jannowitzbrücke – Ostbahnhof – Warschauer Straße – Ostkreuz – Nöldnerplatz – Lichtenberg – Friedrichsfelde Ost – Springpfuhl – Poelchaustraße – Marzahn – Raoul-Wallenberg-Straße – Mehrower Allee – Ahrensfelde | 10 percenként          |
|       | Spandau – Stresow – Pichelsberg – Olympiastadion – Heerstraße – Messe Süd – Westkreuz – Charlottenburg – Savignyplatz – Zoologischer Garten – Tiergarten – Bellevue – Hauptbahnhof – Friedrichstraße – Hackescher Markt – Alexanderplatz – Jannowitzbrücke – Ostbahnhof – Warschauer Straße – Treptower Park – Plänterwald – Baumschulenweg – Schöneweide – Betriebsbahnhof Schöneweide – Adlershof – Altglienicke – Grünbergallee – Flughafen Berlin-Schönefeld      | 20 percenként          |

## Kapcsolódó állomások
A vasútállomáshoz az alábbi állomások vannak a legközelebb:
- S-Bahnhof Berlin Charlottenburg (S-Bahnhof Berlin Spandau, Berlini Stadtbahn, S3)
- S-Bahnhof Berlin Zoologischer Garten (Erkner állomás, Berlini Stadtbahn, S3)
- S-Bahnhof Berlin Zoologischer Garten (Bahnhof Flughafen BER, S9)
- S-Bahnhof Berlin Charlottenburg (S-Bahnhof Berlin Spandau, S9)
- S-Bahnhof Berlin Charlottenburg (Bahnhof Berlin Westkreuz, S5)
- S-Bahnhof Berlin Charlottenburg (Potsdam Hauptbahnhof, S7)
- S-Bahnhof Berlin Zoologischer Garten (Strausberg Nord station, S5)
- S-Bahnhof Berlin Zoologischer Garten (S-Bahnhof Berlin-Ahrensfelde, S7)